# (4414) Sesostris
(4414) Sesostris ist ein Asteroid des Hauptgürtels, der am 24. September 1960 vom Forscherteam Cornelis Johannes van Houten und Tom Gehrels im Rahmen des Palomar-Leiden-Surveys entdeckt wurde.
Der Asteroid wurde nach einer Reihe von legendären Königen des Namens Sesostris im antiken Ägypten benannt.